# Финал на Световното първенство по футбол 1934
Финалът на Световно първенство по футбол 1934 се е провел на стадион Стадио Национале ПНФ, Рим, Италия. Италия печели Световната купа срещу Чехословакия с резултат 2:1 с продължения и става първият европейски отбор-Световен шампион по футбол.

## Финал
| 10 юни 1934 г. 17:30 |

| Италия                                | 2 – 1    | Чехословакия    |
| ------------------------------------- | -------- | --------------- |
| Раймундо Орси 81' Анджело Скиавио 95' | (Доклад) | Антонин Пуч 76' |

| Стадио Национале ПНФ Рим 50 000 зрители Съдия: Иван Еклинд Помощници: Луи Баерт Михали Иванчич |

### Състави
Италия:
Джанпиеро Комби, Ералдо Монцельо, Анджело Скиавио, Джузепе Меаца, Енрике Гуаита, Джовани Ферари, Раймундо Орси, Луиджи Бертолини, Луис Монти, Луиджи Алеманди, Атилио Ферарис, Гуидо Мазети, Джузепе Кавана, Вирджинио Розета, Марио Пициоло, Пиетро Аркари, Феличе Борел, Армандо Кастелаци, Марио Варлиен, Атилио Демария, Умберто Калигарис, Анфилоджино Гуаризи.
Треньор: Виторио Поцо (Италия).
Чехословакия
Франтишек Планичка, Франтишек Свобода, Рудолф Кърчил, Йозеф Чтироки, Иржи Соботка, Олдрих Нейедли, Франтишек Юнек, Ладислав Женишек, Йозеф Косталек, Антонин Пуч, Стефан Чамбал, Честимир Патцел, Йозеф Силни, Ярослав Буцек, Адолф Симперски, Ярослав Бургър, Ерих Сърбек, Антонин Водицка, Властимил Копецки, Франтишек Стерц, Фердинанд Дауцик, Геза Калочай.
Треньор: Карел Петру (Чехословакия).
| Световно първенсто по футбол 1934 Победител |
| ------------------------------------------- |
| Италия                                      |
| Италия Първа титла                          |